# Moshe Shamir
Moshe Shamir (in ebraico: משה שמיר; Safad, 15 settembre 1921 – Tel Aviv, 21 agosto 2004) è stato uno scrittore, giornalista e politico israeliano.

## Biografia
Moshe Shamir è nato a Safad nel 1921. Frequentò la Tel Nordau School e si diplomò al liceo ebraico Herzliya di Tel Aviv.
È stato uno degli editori del giornale Al Ha-Homa dal 1939 al 1941.
Dal 1944 al 1946 divenne membro del kibbutz Mishmar HaEmek.
Durante la guerra arabo-israeliana del 1948 prestò servizio militare nel Palmach.
Shamir incominciò la sua carriera politica nel movimento Hashomer Hatzair in cui ottenne un ruolo di dirigente.
Nel 1947 fondò Bamahane (letteralmente Nel campo base) il settimanale ufficiale dell'Esercito di Israele, di cui fu editore fino al 1950.
Negli anni cinquanta partecipò al comitato editoriale del quotidiano Maariv, in particolare della pagina letteraria.
Moshe Shamir è morto a Rishon LeZion all'età di 83 anni.

## Scrittore, commediografo ed opinionista
Shamir ha cominciato a scrivere in gioventù attirando l'attenzione non solamente per l'abilità letteraria, 
ma anche per l'attualità dei problemi politici, suscitando sempre contrasti.
Il primo detrattore fu Meir Yairi, uno dei leader del partito Mapam, perché nelle sue storie venne percepita una certa "devianza ideologica".
Con il senno di poi è difficile comprendere la causa di tale polemica.
Le storie sembrano completamente innocenti e sicuramente prive di ostilità e di intento lesivo verso il movimento dei kibbuz.
Comunque, la rabbia che è stata suscitata contro Shamir era così intensa che nel 1947 egli decise di abbandonare il proprio kibbuz per motivi ideologici.
Nel 1940 venne pubblicata sul giornale Al Ha-Homa la prima storia di Shamir, che trattava di Abramo e del patto con Dio per il sacrificio di Isacco.
Nel 1947 il romanzo He Walked Through the Fields ebbe il primato del primo spettacolo rappresentato nel neonato Stato d'Israele. Il protagonista è un Sabra, cioè un ebreo nato in Israele.
Il romanzo vinse il premio Ussishkin e venne adattato per un film di Yoseph Millo che diresse anche la prima teatrale.
Nel 1947 Shamir divenne caporedattore di Bamahane, il giornale di Haganah l'organizzazione militare che in seguito divenne Israel Defense Forces.
La sua direzione terminò quando David Ben-Gurion ne richiese le dimissioni per la pubblicazione di un articolo in cui si celebrava lo scioglimento del Palmach.
Da allora egli continuò a suscitare scandali più di ogni altro autore ebreo del periodo.
Un sondaggio effettuato negli anni cinquanta dal Szold Institute affermò che due terzi degli intervistati preferivano Shamir a tutti gli altri scrittori israeliani.
Egli era il rappresentante più in vista della sua generazione di scrittori, quanto Etgar Keret lo fu degli scrittori degli anni novanta.
Il protagonista del libro With His Own Hands: Alik's Story uscito nel 1951 è suo fratello Alik, caduto nella Guerra d'indipendenza.
Questo libro divenne l'icona di quel conflitto e venne tradotto in inglese, adattato per le trasmissioni radiofoniche e si meritò anche una sceneggiatura televisiva.
Si tratta di uno dei più grandi successi editoriali in Israele, con più di 150 000 copie vendute.
L'opera è entrata a far parte del programma scolastico.
Under the Sun (1950) e That You Are Naked (1959) sono due libri autobiografici, centrati sulla sua vita negli anni Trenta e Quaranta.
Shamir li considerò come i migliori, molto al di sopra delle sue opere più famose, anche se pochi sono d'accordo con lui.
Egli scrisse altri libri sui propri famigliari: With His Own Heart sul fratello e Not Far From the Tree sulla storia della famiglia.
I libri di Shamir più tradotti sono The King of Flesh and Blood (1958) e The Fifth Wheel (1961).
In particolare The Fifth Wheel è un libro per bambini che racconta le avventure di un giovane kibbutzkim  che, inviato al porto di Haifa per recuperare un trattore, ad ogni passo si imbatte in varie e disparate avventure che ostacolano il suo ritorno al kibbutz.

## Premi
Tra i vari premi ricevuti per il lavoro di Shamir sono da ricordare:
- 1950, il premio Ussishkin,
- 1953, il premio Brenner,
- 1955, il premio Bialik per la letteratura[1],
- 1988, il premio Israel Prize per la letteratura ebraica,
- 2002, il premio ACUM (Composers, Authors and Publishers Society of Israel) per la carriera.

## Attività politica
È stato membro del partito Mapam (Mifleget Poalei ha-Meuchedet, Partito Unito dei Lavoratori). Dopo la guerra dei sei giorni Shamir cambiò la propria linea politica.
Partecipò alla creazione del Movimento per il Grande Israele.
Fu eletto nel 1977 ed entrò nel Knesset.
Fu tra i fondatori della corrente Tehiya-Bnai che si oppose agli accordi di Camp David del 1978.
Nel 1979, dopo gli accordi di pace tra Israele ed Egitto, Shamir lasciò il Likud.

## Opere in traduzione italiana
- Moshe Shamir, Un re di carne e sangue, Milano, Feltrinelli, 1959, ISBN non esistente
- AA.VV., Racconti d'Israele, Milano, Dall'Oglio, 1966, ISBN non esistente
- Moshe Shamir, La quinta ruota, Firenze , Vallecchi, 1973, ISBN non esistente